# Maduk
Mark van der Schoot (Amsterdam, 4 oktober 1990), bekend onder de artiestennamen Maduk en Marckus, is een Nederlands drum-and-bass-dj en producer. Hij heeft onder andere muziek uitgebracht onder de labels Hospital Records, Liquicity Records, Viper Recordings en Fokuz Recordings. Zijn eerste album Never Give Up kwam uit op 29 april 2016.

## Geschiedenis
Hij won in 2014 de prijs voor "Best Newcomer Producer" bij de Drum & Bass Arena Awards. In 2014 draaide hij op Lowlands. Het album Never Give Up werd gepresenteerd in de Melkweg.

## Discografie

### Albums
| Albumtitel                 | Albumdetails                                                                                          |
| -------------------------- | --- |
| Never Give Up              | - Datum van verschijnen: 29 april 2016 - Label: Hospital Records (NHS288) - Formaat: Lp, cd, download |
| Ghost Assassin EP          | - Datum van verschijnen: 16 juli 2012                                                                 |
| Feel Good                  | - Datum van verschijnen: 6 januari 2013                                                               |
| Hold On / Never Again      | - Datum van verschijnen: 19 november 2012                                                             |
| Avalon / Levitate          | - Datum van verschijnen: 31 oktober 2012                                                              |
| Crossroads / Ordinary Ways | - Datum van verschijnen: 25 maart 2015                                                                |